# Aurel Vlaicu
Aurel Vlaicu [vlajku] (19. listopadu 1882, Aurel Vlaicu, Geoagiu, Hunedoara – 13. září 1913, Bănești, Prahova) byl rumunský konstruktér, vynálezce a průkopník letectví.

## Život a dílo

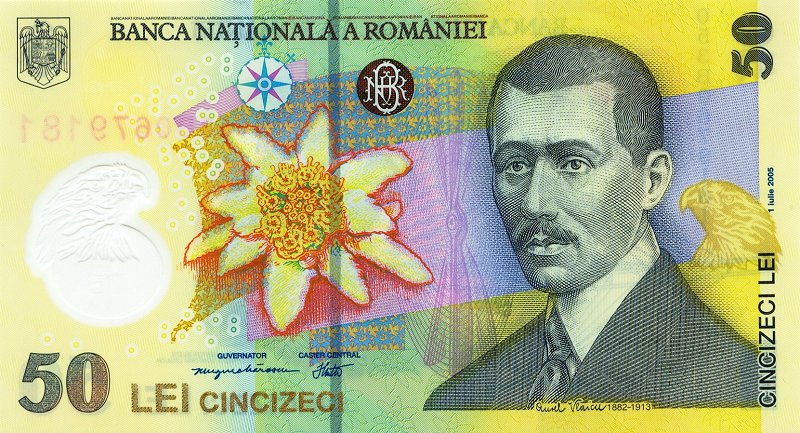
Aurel Vlaicu na bankovce 50 leu

Pocházel z vesničky Binținți (tehdy Bencenc, Rakousko-Uhersko) v údolí Maruše, etnicky příslušel k sedmihradským Rumunům. Studoval na Technické univerzitě v Budapešti a Technické univerzitě Mnichov v Německu. Inženýrský diplom získal v roce 1907. Mezi lety 1907 a 1908 sloužil u rakousko-uherského námořnictva a 1. září 1908 získal inženýrskou pozici v továrně Opel v Rüsselsheimu.
Opel opustil v březnu 1909 a vrátil se do rodné vesničky v Sedmihradsku, kde společně s bratrem Ionem postavil kluzák, který v létě 1909 prvně vzlétl. V říjnu 1909 se přestěhoval do Rumunského království, kde získal finanční podporu na vybudování svého prvního motorového letounu, a to i od rumunského ministerstva války. Stroj nazvaný A. Vlaicu Nr. I letěl poprvé 17. června 1910, přes letiště Cotroceni. V roce 1910 stroj použil pro vojenské účely, což bylo v té době průkopnickým činem.
V roce 1911 zkonstruoval A. Vlaicu Nr. II. S ním se zúčastnil Mezinárodního týdne letectví v Aspernu u Vídně. Vyhrál ceny ve výši 7 500 rakousko-uherských korun – za přesné přistání, házení projektilů a těsný průlet kolem bójky. Třetí stroj, A. Vlaicu Nr. III, byl dvousedadlový jednoplošník, který měl motor s výkonem 80 koní. Postaven byl na základě smlouvy s Marconi Company, pro experimenty s leteckým rozhlasem. Stroj však již Vlaicu nedokončil, neboť v roce 1913 zemřel při havárii na svém stroji A. Vlaicu Nr. II, u obce Bănești poblíž Câmpiny.
Třetí letoun byl dokončen jeho přáteli a několik krátkých testovacích letů bylo provedeno v roce 1914 vojenským pilotem Petre Macaveiem. V roce 1916, během německé okupace Bukurešti, byla letadla zabavena a přepravena do Německa. Naposledy byla viděna v roce 1942, poté se stroje v chaosu druhé světové války ztratily.

## Ocenění
17. červen, den prvního letu Aurela Vlaica, se v Rumunsku slaví jako Národní den letectví. Je po něm pojmenováno druhé největší letiště v Rumunsku (Letiště Bukurešť-Aurel Vlaicu) a univerzita v Aradu, založená roku 1990. Je rovněž vyobrazen na rumunské bankovce v hodnotě 50 leu.
Na jeho počest bylo také přejmenováno několik vesnic v Rumunsku, včetně jeho rodné vísky.